# Moldova ved sommer-OL 2016
Mexico deltog ved Sommer-OL 2016 i Rio de Janeiro som blev arrangeret i perioden 5. august til 21. august 2016.

## Medaljer
| 2016 Rio de Janeiro | Guld | Sølv | Bronze | Total |
| Moldova             | 0    | 0    | 1      | 1     |

### Medaljevinderne
| Moldova under sommer-OL 2016 i Rio de Janeiro | Moldova under sommer-OL 2016 i Rio de Janeiro | Moldova under sommer-OL 2016 i Rio de Janeiro | Moldova under sommer-OL 2016 i Rio de Janeiro | Moldova under sommer-OL 2016 i Rio de Janeiro |
| Medalje                                       | Navn                                          | Sport                                         | Event                                         | Dato                                          |
| --------------------------------------------- | --------------------------------------------- | --------------------------------------------- | --------------------------------------------- | --------------------------------------------- |
| Bronze                                        | Serghei Tarnovschi                            | Kano og kajak                                 | Mændenes C-1 1000 m                           | 16. august                                    |